# أوربانو زيا
أوربانو زيا (بالإسبانية: Urbano Zea)‏ (31 يناير 1969 – 7 أبريل 2018) هو سبّاح مكسيكي راحل، مثّل بلاده في الألعاب الأولمبية الصيفية 1988.

## روابط خارجية
أوربانو زيا على موقع الاتحاد الدولي للسباحة (الإنجليزية)
- أوربانو زيا على موقع أوليمبيديا (الإنجليزية)